# John D. Rateliff
John D. Rateliff (geboren 1958 in Magnolia, Arkansas) ist ein amerikanischer Schriftsteller und Autor von PC-Rollenspielen.

## Leben
Rateliff wuchs in Arkansas und schrieb bereits in der 9. Klasse eine Rezension über die Geschichte The Hobbit für die Schulzeitung. Er begann früh nach allen Veröffentlichungen des Schriftstellers und Philologen J. R. R. Tolkiens zu forschen. Während seiner Zeit an der Southern Arkansas University gelang es ihm dafür zu sorgen, dass seinem Curriculum eine Klasse zur Tolkienforschung hinzugefügt wurde. Er zog 1981 nach Wisconsin, um an der Marquette University die dortigen Manuskripte Tolkiens zu studieren. Seinen Ph.D. erhielt er 1990 mit der Schrift “Beyond the fields we know”. The short stories of Lord Dunsany über den irischen Schriftsteller Lord Edward Plunkett Dunsany und dessen Kurzgeschichten. Er gilt als Tolkienexperte und hat zwei Tolkienkonferenzen organisiert. Während der Zeit an der Universität stellte er Schriftstücke zusammen, die Christopher Tolkien für die Bände VI bis IX der Reihe The History of Middle-earth bearbeitete. Er verfasste Artikel über die Klassiker der Fantasyliteratur und hat zu Werken über das Tolkien-Legendarium und der Festschrift Der Herr der Ringe: 1954–2004 für Richard E. Blackwelder beigetragen.
Rateliffs Forschung zur Literatur von Tolkien und Dunsany diente ihm als Grundlage für seine redaktionelle und kreative Mitarbeit bei der TSR, Inc., wo er Beiträge zum Rollenspiel Dungeons & Dragons schrieb. Er war von 1991 bis 1996 für TSR tätig, arbeitete nach der Übernahme bis 2001 für Wizards of the Coast und schließlich von 2003 bis 2005 für Hasbro/WotC.
Rateliff hat zur Tolkienforschung mehrere Essays in Zeitschriften wie den Tolkien Studies oder dem Tolkien-Legendarium veröffentlicht. Er hält Vorträge über die Entstehung und den Zusammenhang zwischen der Geschichte The Hobbit und Tolkiens Mythologie, wie beispielsweise 2013 zu 75ten Jahrestag des Erscheinens der Geschichte an der Valparaiso University in Indiana.

## Werke
- She and Tolkien. In: Mythlore. Band 8, Nr. 28. Mythopoeic Society [U.S.], 1981, ISSN 0146-9339 (Über die Ähnlichkeiten der „Ayesha“ im Werk She. A History of Adventure. aus dem Jahr 1887 von H. Rider Haggard und der Figur der Elbenfürstin „Galadriël“).
- “Beyond the fields we know”. The short stories of Lord Dunsany. Marquette University, Wisconsin 1990, OCLC 25756353 (Doktorarbeit Ph. D.).
- John D. Rateliff: Early Versions of Farmer Giles of Ham. In: Leaves from the tree. J.R.R. Tolkien’s shorter fiction. The Society, London 1991, ISBN 0-905520-03-3, S. 45–48.
- The Lost Road, The Dark Tower, and The Notion Club Papers: Tolkien and Lewis’s Time Travel Triad. In: Contributions to the study of science-fiction and fantasy (= Tolkien’s legendarium. Essays on The history of Middle-earth). Band 86, 2000, ISSN 0193-6875, S. 199–218.
- Das Geheimnis des Steinkreises (= Dungeons & dragons. Nr. 8454). Feder & Schwert, Mannheim 2003, ISBN 3-933171-46-6 (englisch: The standing stone. Rollenspiel).
- Lied und Stille. Erweiterungsregeln für Barden und Schurken (= Dungeons & dragons. Nr. 8474). Amigo, Spiel- und Freizeit-GmbH, Dietzenbach 2003, ISBN 3-933171-49-0 (Rollenspiel, mit David Noonan).
- The History of The Hobbit. Teil 1 und 2. Houghton Mifflin, Boston 2007, ISBN 978-0-618-96847-3 (Inklusive J. R. R. Tolkien: Der Hobbit).
  - Mr. Baggins. The History of The Hobbit. Teil 1. HarperCollins, London 2007, ISBN 978-0-00-723555-1.
  - Return to Bag-End. The History of The Hobbit. Teil 2. HarperCollins, London 2007, ISBN 978-0-00-725066-0.
- Anchoring the Myth: The Impact of The Hobbit on Tolkien’s Legendarium. In: Bradford Lee Eden (Hrsg.): The Hobbit and Tolkien’s Mythology. Essays on Revisions and Influences. McFarland, Jefferson, North Carolina 2014, ISBN 978-0-7864-7960-3, S. 6–19 (books.google.de).

## Auszeichnungen
- 2009: Mythopoeic Scholarship Award – Inklings Studies für The History of the Hobbit[6]